# Werner Bischof
Werner Bischof, född 26 april 1916, död 16 maj 1954, schweizisk fotograf och fotojournalist.
Bischof föddes i Zürich. När han var sex år gammal flyttade familjen till Waldshut i Tyskland, där han gick i skola. 1932, efter att ha övergett studierna till att bli lärare, började han på Kunstgewerbeschule där han tog examen cum laude 1936. Från 1939 och framåt arbetade han som oberoende fotograf för olika tidningar, särskilt den berömda du med bas i Zürich. Med sina verk om förödelsen i Europa efter andra världskriget (han reste mycket 1945-1949 genom nästan alla europeiska länder, från Frankrike till Rumänien och från Norge till Grekland) etablerade han sig som en av sin tids främsta fotojournalister. 1949 gick han med i Magnum, som då bara bestod av fem andra fotografer: Robert Capa, Henri Cartier-Bresson, George Rodger, David Seymour och Ernst Haas.
1951 reste Bischof till Indien på uppdrag av tidningen Life (tidskrift), och sedan till Japan och Korea, innan han för tidningen Paris Match räkning for som krigsreporter till Vietnam. 1954 reste han genom Mexiko och Panama innan han flög till Peru, där han gav sig ut på en resa genom Anderna till Amazonas den 14 maj. Den 16 maj åkte hans bil ut för en bergsväg i Anderna och störtade ner för en ravin. Samtliga tre passagerare dog. Dödsbudet nådde inte Magnum förrän nio dagar senare, den 25 maj, samma dag som Robert Capa dog av en landmina.

## Böcker
- Bischof, M.; Magnaguagno, G.; Loetscher, H.: Werner Bischof, Bullfinch 1992; ISBN 0-8212-1817-4.
- Cookman, C.: Werner Bischof, Phaidon Press 2001; ISBN 0-7148-4041-6.
- Mafai, M.; Bischof, W.: After the War, Smithsonian Books 1997; ISBN 1-56098-721-9.
- du 9/1990: "Werner Bischof: Europa 1945 - 1950"; Tages-Anzeiger AG 1990